# Tigers de LSU (football américain)
Pour le club omnisports, voir Tigers de LSU.
Stade
Maillots
Champion 1908, 1936, 1958, 1962, 2003, 2007, 2009, 2019
Saison en cours
Le programme de football américain des Tigers de LSU représente l'université d'État de Louisiane située à Baton Rouge en Louisiane.
Créé en 1893, il est membre fondateur de la Southeastern Conference depuis la saison 1933 et évolue au sein de la NCAA Division I Football Bowl Subdivision (FBS).
Il a remporté quatre titres nationaux soit en 1958, 2003, 2007 et 2019, 16 titres de conférence et a produit 39 joueurs All-America par consensus.
Louisiana State est classée historiquement 16e en pourcentage de victoires dans la FBS.
L'équipe joue sur son campus, au Tiger Stadium. L'actuel entraîneur principal est Brian Kelly.

## Histoire
Le programme de football de l'Université d'État de Louisiane existe depuis 1893. Depuis, son équipe a participé chaque année au championnat universitaire à l'exception de la saison 1918 à la suite de la première guerre mondiale. Elle est membre de Southeastern Conference depuis 1933 et membre de sa division Ouest depuis1992. Précédemment, LSU était membre de la Southern Intercollegiate Athletic Association (SIAA) de1896 jusqu'en 1921 et de la Southern Conference (SoCon) de 1922 jusqu'en 1932. L'équipe a été dirigée par 32 entraîneurs principaux, le premier étant Charles E. Coates en 1893, l'actuel depuis 2016 étant Ed Orgeron.
L'équipe évolue au Tiger Stadium, enceinte de 102 321 places inaugurée le 25 novembre 1924.
LSU a remporté 4 titres nationaux dont deux au cours de la dernière décennie (1958, 2003, 2007 et 2019) même si d'autres sources (agences d'évaluation) donnent LSU également champion en 1908, 1935, 1936 et 1962 (voir championnat NCAA de football américain) :  
- Le premier titre est acquis à l'issue de la saison régulière 1958, l'équipe ayant été classée première des deux agences principales d'évaluation (AP et Coaches). Les Tigers de LSU, déjà sacrés champions, battent ensuite les Tigers de Clemson sur le score de 7 à 0 lors du  Sugar Bowl joué le 1er janvier 1959.
- LSU reporte son deuxième titre à l'issue de la saison 2003 en battant les Sooners de l'Oklahoma sur le score de 21 à 14 lors du BCS National Championship Game 2004. Une controverse éclate lorsque les Trojans d'USC sont déclarés champions nationaux par l'Associated Press alors qu'ils n'avaient pas participé au BCS National Championship Game 2004.
- LSU remporte le troisième titre en gagnant le BCS National Championship Game 2008 joué en fin de saison 2007 contre les Buckeyes d'Ohio State sur le score de 38 à 24. LSU devient la première équipe universitaire à jouer et remporter le titre national après avoir perdu deux matchs lors de la saison régulière. Elle devient également la première à remporter deux BCS National Championship Game.
- Le quatrième titre est acquis en fin de saison 2019, LSU battant Clemson sur le score de 42 à 25 lors du College Football Championship Game 2020 joué à La Nouvelle-Orléans.

Marquise Hill (1982-2007), champion universitaire avec les Tigers en 2003, trouve la mort le 27 mai 2007, à l'âge de 24 ans, dans un accident de motomarine sur le lac Pontchartrain. Depuis qu'il avait quitté l'université en 2004, il évoluait comme professionnel au poste de defensive end dans l'équipe NFL des Patriots de la Nouvelle-Angleterre basée à Foxborough (près de Boston) dans l'état du Massachusetts
Les Tigers de LSU réalisent une performance lors de la draft 2020 de la NFL,, quatorze de leurs joueurs y ayant été choisis dont le quarterback Joe Burrow en 1er choix global. Ils égalisent ainsi la performance des Buckeyes d'Ohio State lors de la draft 2004. Le record du nombre de joueurs draftés est toujours détenu par les Longhorns du Texas puisque 17 de leurs joueurs avaient été choisis lors de la draft 1984. Néanmoins, cette draft comptait 12 tours alors que depuis la draft 1994 elles n'en comptent plus que 7. LSU devient également la première université dont un quarterback, un running back et un wide receiver ont été sélectionnés lors du premier tour d'une draft. Par ailleurs, les 5 joueurs de la ligne offensive ont également tous été choisis lors de cette draft.

### Descriptif en début de saison 2025

Autre logo.

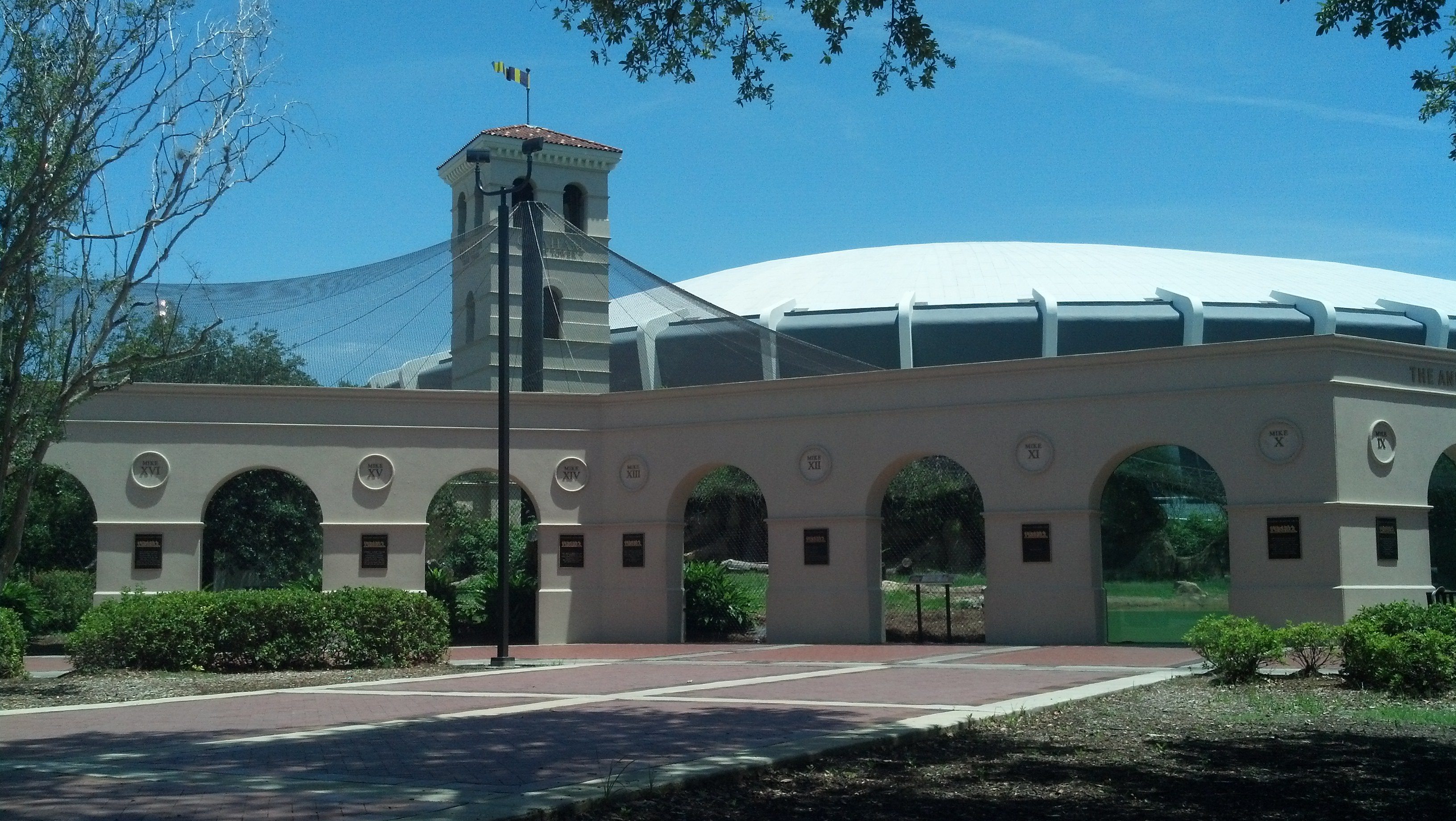
Lieu où vit la mascotte de LSU, Mike The Tiger.

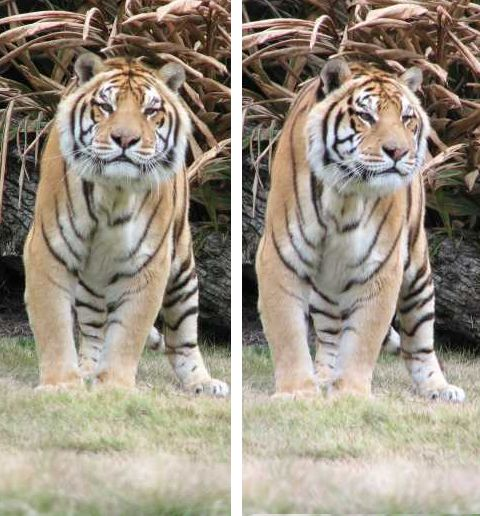
Mike The Tiger V en décembre 2006.

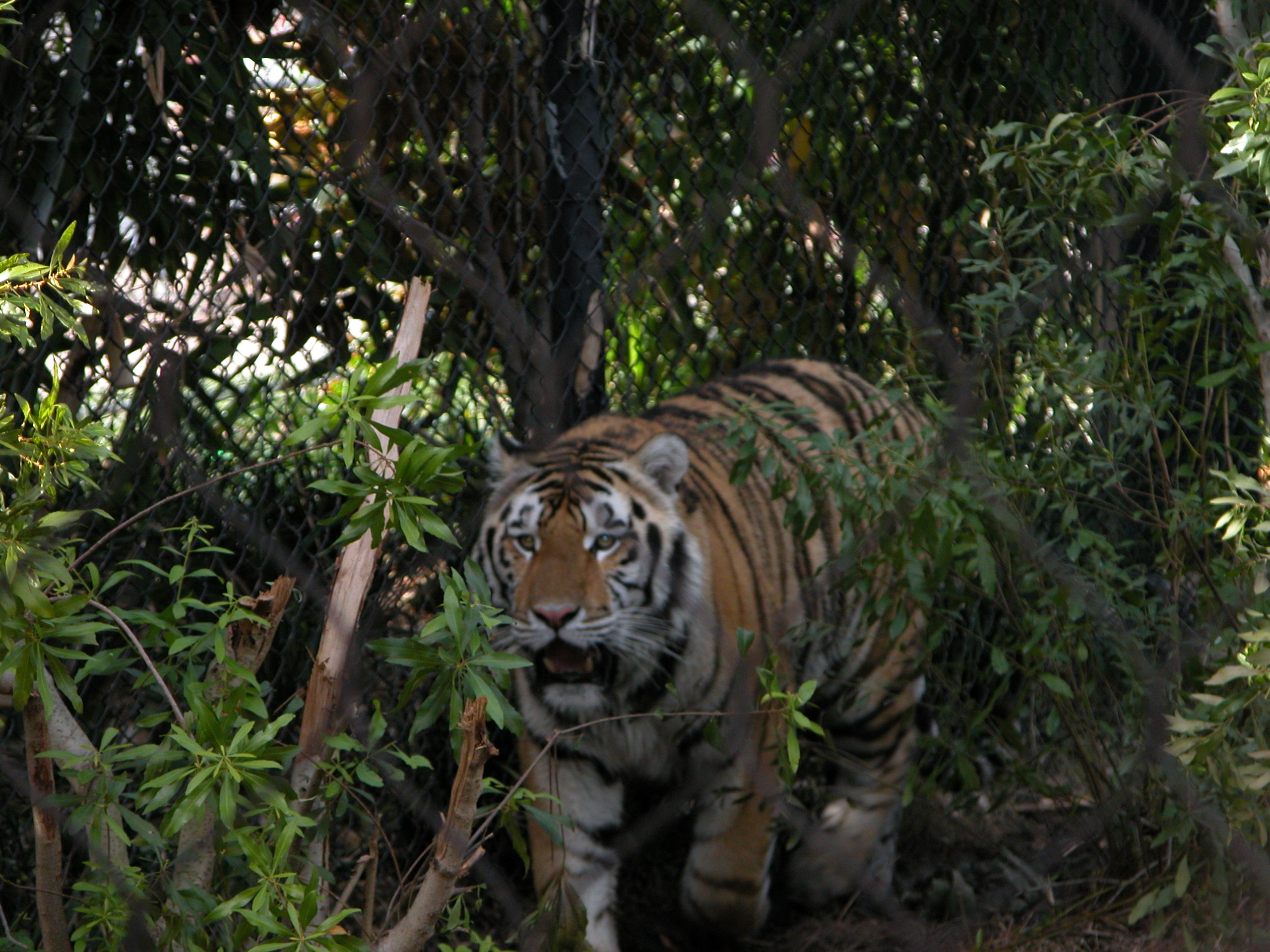
Mike The Tiger VI en février 2008.

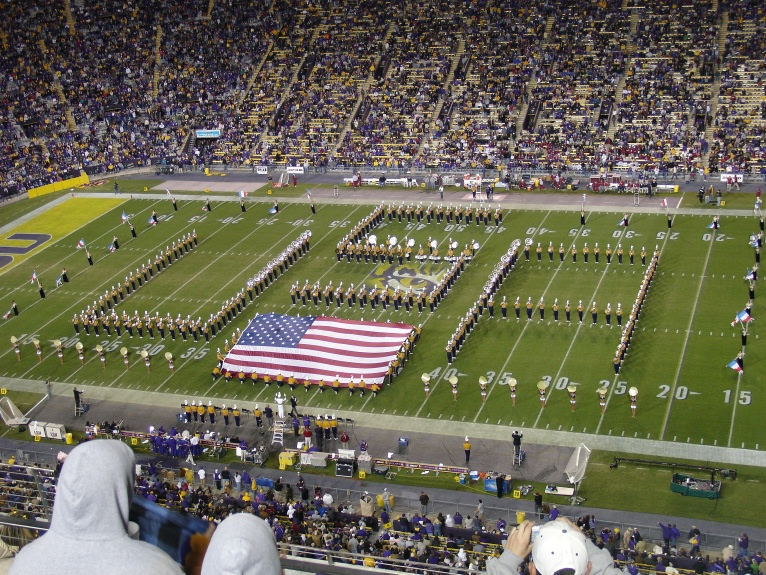
La fanfare de LSU le 12 novembre 2006.

- Couleurs :   (mauve et or)

- Dirigeants :
  - Directeur sportif : Scott Woodward (en)
  - Entraîneur principal : Brian Kelly , 4e saison, bilan : 29–11 (72,5 %)

- Stade :
  - Nom : Tiger Stadium
  - Capacité : 102 321 places
  - Surface de jeu : pelouse naturelle
  - Lieu : Baton Rouge, Louisiane

- Conférence :
  - Actuelle : Southeastern Conference depuis 1933 (Division Ouest (en anglais : West de 1992 à 2023)
  - Anciennes :
    - Southern Intercollegiate Athletic Association ou SIAA (1893–1922)
    - Southern Conference (1923–1932)

- Internet :
  - Nom site Web : LSUSports.net
  - URL : https://lsusports.net

- Bilan des matchs Note :
  - Victoires : 815 (64,5 %)
  - Défaites : 438
  - Nuls : 47

- Bilan des Bowls Note :
  - Victoires : 30 (55,5 %)
  - Défaites : 24
  - Nuls : 1

- College Football Playoff :
  - Apparitions : 1 (2019)
  - Bilan :
    - Victoires : 2 (100 %)
    - Défaites : 0

  - Apparitions en College Football Championship Game : 1

- Titres :
  - Titres nationaux non réclamés : 4 (1908, 1936, 1962, 2011)
  - Titres nationaux : 4 (1958, 2003, 2007, 2019)
  - Titres de la conférence : 16 (SoCon : 1; Southern Conference : 3; SEC : 12)
  - Titres de la division SEC Ouest : 10 (1996, 1997, 2001, 2002, 2003, 2005, 2007, 2011, 2019, 2022)

- Joueurs :
  - Meilleures statistiques individuelles de l'histoire des Tigers (en).
  - Vainqueurs du Trophée Heisman : 2 (Billy Cannon en 1959, Joe Burrow en 2019)
  - Sélectionnés All-American : 41[4],[5]

- Hymne : Fight for LSU (en)
- Mascotte : un tigre dénommé Mike the Tiger (en)
- Fanfare : Louisiana State University Tiger Marching Band (en)

- Rivalités :
  - Alabama
  - Arkansas
  - Auburn
  - Florida
  - Ole Miss
  - Texas A&M

## Palmarès

### Titre national
| Saisons                                   | Entraîneurs       | Sélectionneurs   | Bilans de saison | Bowls                                   | Adversaires               | Résultats  |
| ----------------------------------------- | ----------------- | ---------------- | ---------------- | --------------------------------------- | ------------------------- | ---------- |
| 1958                                      | Paul Dietzel (en) | AP, Coaches      | 11-0             | Sugar Bowl 1959                         | Tigers de Clemson         | G, 07 – 0  |
| 2003                                      | Nick Saban        | BCS, Coaches     | 13-1             | Sugar Bowl 2004                         | Sooners de l'Oklahoma     | G, 21 – 14 |
| 2007                                      | Les Miles (en)    | BCS, AP, Coaches | 12-2             | BCS National Championship Game 2008     | Buckeyes d'Ohio State     | G, 38 – 24 |
| 2011                                      | Les Miles (en)    | BCS              | 13-1             | BCS National Championship Game          | Crimson Tide de l'Alabama | P, 00 – 21 |
| 2019                                      | Ed Orgeron (en)   | CFP, AP, Coaches | 15-0             | College Football Championship Game 2020 | Tigers de Clemson         | G, 42 – 25 |
| Titres nationaux : 4 victoires, 1 défaite |                   |                  |                  |                                         |                           |            |

### Titres de conférence
| Saison                                                     | Conférence | Entraîneur             | Bilan de saison | Bilan en conférence |
| ---------------------------------------------------------- | ---------- | ---------------------- | --------------- | ------------------- |
| 1896 †                                                     | SIAA       | Allen Jeardeau (en)    | 6-0             | 4-0                 |
| 1902 †                                                     | SIAA       | W. S. Boreland (en)    | 6-1             | 5-1                 |
| 1908                                                       | SIAA       | Edgar R. Wingard (en)  | 10-0            | 3-0                 |
| 1932 †                                                     | SoCon      | Biff Jones (en)        | 6-3-1           | 4-0                 |
| 1935                                                       | SEC        | Bernie Moore (en)      | 9-2-0           | 5-0                 |
| 1936                                                       | SEC        | Bernie Moore           | 9-1-1           | 6-0                 |
| 1958                                                       | SEC        | Paul Dietzel (en)      | 11-0            | 6-0                 |
| 1961 †                                                     | SEC        | Paul Dietzel (en)      | 10-1            | 6-0                 |
| 1970                                                       | SEC        | Charles McClendon (en) | 9-3             | 5-0                 |
| 1986                                                       | SEC        | Bill Arnsparger (en)   | 9-3             | 5-1                 |
| 1988 †                                                     | SEC        | Mike Archer (en)       | 8-4             | 6-1                 |
| 2001                                                       | SEC        | Nick Saban             | 10-3            | 5-3                 |
| 2003                                                       | SEC        | Nick Saban             | 13-1            | 7-1                 |
| 2007                                                       | SEC        | Les Miles (en)         | 12-2            | 6-2                 |
| 2011                                                       | SEC        | Les Miles (en)         | 13-1            | 8-0                 |
| 2019                                                       | SEC        | Ed Orgeron (en)        | 15-0            | 8-0                 |
| Titres de champion de conférence : 3 SIAA, 1 SoCon, 12 SEC |            |                        |                 |                     |
| † = co-champions                                           |            |                        |                 |                     |

### Titres de division
Depuis que la SEC possède deux divisions en 1992, LSU a remporté et partagé 10 titres de champion de la division ouest (Western Division). LSU a remporté 4 des cinq matchs de titre de la conférence SEC.
| Saison                              | Division | Adversaire en finale de conférence              | Résultat |
| ----------------------------------- | -------- | ----------------------------------------------- | -------- |
| 1996 †                              | SEC West | sans objet (perdu au tie-break contre Alabama ) | -        |
| 1997 †                              | SEC West | sans objet (perdu au tie-break contre Auburn)   | -        |
| 2001 †                              | SEC West | Volunteers du Tennessee                         | G, 31–20 |
| 2002 †                              | SEC West | sans objet (perdu au tie-break contre Arkansas) | -        |
| 2003 †                              | SEC West | Bulldogs de la Géorgie                          | G, 34–13 |
| 2005 †                              | SEC West | Bulldogs de la Géorgie                          | P, 14–34 |
| 2007                                | SEC West | Volunteers du Tennessee                         | G, 21–14 |
| 2011                                | SEC West | Bulldogs de la Géorgie                          | G, 42–10 |
| 2019                                | SEC West | Bulldogs de la Géorgie                          | G, 37–10 |
| 2022                                | SEC West | Bulldogs de la Géorgie                          | P, 30-50 |
| Titres de champion de division : 10 |          |                                                 |          |
| † = co-champions                    |          |                                                 |          |

### Bowls
LSU a joué 55 bowls (dont 54 reconnus par la NCAA).
Les victoires des saisons 2013 et 2015 ont été annulées à la suite des sanctions prises par la NCAA à l'encontre du programme de LSU.
Les Tigers ont joué dans 20 bowls consécutifs depuis 2000, la cinquième plus longue série active de la NCAA et la seconde série des équipes de la SEC.
| Saison | Date             | Entraîneur        | Bowls                                   | Adversaires      | Résultats |
| --- | ---------------- | ----------------- | --------------------------------------- | ---------------- | --------- |
| 1907 ‡ | 25 décembre 1907 | Edgar Wingard     | Bacardi Bowl*                           | Havana           | G, 56–0   |
| 1935 | 1er janvier 1936 | Bernie Moore      | Sugar Bowl 1936                         | TCU              | P, 03–02  |
| 1936 | 1er janvier 1937 | Bernie Moore      | Sugar Bowl 1937                         | Santa Clara (en) | P, 21–14  |
| 1937 | 1er janvier 1938 | Bernie Moore      | Sugar Bowl 1938                         | Santa Clara (en) | P, 06–0   |
| 1943 | 1er janvier 1944 | Bernie Moore      | Orange Bowl 1944                        | Texas A&M        | G, 19–14  |
| 1946 | 1er janvier 1947 | Bernie Moore      | Cotton Bowl Classic 1947                | Arkansas         | N, 00–0   |
| 1949 | 2 janvier 1950   | Gaynell Tinsley   | Sugar Bowl 1950                         | Oklahoma         | P, 35–0   |
| 1958 | 1er janvier 1959 | Paul Dietzel      | Sugar Bowl 1959                         | Clemson          | G, 07–0   |
| 1959 | 1er janvier 1960 | Paul Dietzel      | Sugar Bowl 1960                         | Ole Miss         | P, 21–0   |
| 1961 | 1er janvier 1962 | Paul Dietzel      | Orange Bowl 1962                        | Colorado         | G, 25–07  |
| 1962 | 1er janvier 1963 | Charles McClendon | Cotton Bowl Classic 1963                | Texas            | G, 13–0   |
| 1963 | 21 décembre 1963 | Charles McClendon | Bluebonnet Bowl 1963                    | Baylor           | P, 14–07  |
| 1964 | 1er janvier 1965 | Charles McClendon | Sugar Bowl 1965                         | Syracuse         | G, 13–0   |
| 1965 | 1er janvier 1966 | Charles McClendon | Cotton Bowl Classic 1966 (janvier)      | Arkansas         | G, 14–07  |
| 1967 | 1er janvier 1967 | Charles McClendon | Sugar Bowl 1968                         | Wyoming          | G, 20–14  |
| 1968 | 30 décembre 1968 | Charles McClendon | Peach Bowl 1968                         | Florida State    | G, 31–27  |
| 1970 | 1er janvier 1971 | Charles McClendon | Orange Bowl 1971                        | Nebraska         | P, 17–12  |
| 1971 | 18 décembre 1971 | Charles McClendon | Sun Bowl 1971                           | Iowa State       | G 33–15   |
| 1972 | 30 décembre 1972 | Charles McClendon | Astro-Bluebonnet Bowl 1972              | Tennessee        | P, 24–17  |
| 1973 | 1er janvier 1974 | Charles McClendon | Orange Bowl 1974                        | Penn State       | P, 16–09  |
| 1977 | 31 décembre 1977 | Charles McClendon | Sun Bowl 1977 (décembre)                | Stanford         | P, 24–14  |
| 1978 | 23 décembre 1978 | Charles McClendon | Liberty Bowl 1978                       | Missouri         | P, 20–15  |
| 1979 | 22 décembre 1979 | Charles McClendon | Tangerine Bowl 1979                     | Wake Forest      | G, 34–10  |
| 1982 | 1er janvier 1983 | Jerry Stovall     | Orange Bowl 1983                        | Nebraska         | P, 21–20  |
| 1984 | 1er janvier 1985 | Bill Arnsparger   | Sugar Bowl 1985                         | Nebraska         | P, 28–10  |
| 1985 | 27 décembre 1985 | Bill Arnsparger   | Liberty Bowl 1985                       | Baylor           | P, 24–07  |
| 1986 | 1er janvier 1987 | Bill Arnsparger   | Sugar Bowl 1987                         | Nebraska         | P, 30–15  |
| 1987 | 31 décembre 1987 | Mike Archer       | Gator Bowl 1987                         | Caroline du Sud  | G 30–13   |
| 1988 | 2 janvier 1989   | Mike Archer       | Hall of Fame Bowl 1989                  | Syracuse         | P, 23–10  |
| 1995 | 29 décembre 1995 | Gerry DiNardo     | Independence Bowl 1995                  | Michigan State   | G 45–26   |
| 1996 | 28 décembre 1996 | Gerry DiNardo     | Peach Bowl 1996                         | Clemson          | G 10–07   |
| 1997 | 28 décembre 1997 | Gerry DiNardo     | Independence Bowl 1997                  | Notre Dame       | G 27–09   |
| 2000 | 29 décembre 2000 | Nick Saban        | Peach Bowl 2000                         | Georgia Tech     | G, 28–14  |
| 2001 | 2 janvier 2002   | Nick Saban        | Sugar Bowl 2002                         | Illinois         | G, 47–34  |
| 2002 | 1er janvier 2003 | Nick Saban        | Cotton Bowl Classic 2003                | Texas            | P, 35–20  |
| 2003 | 4 janvier 2004   | Nick Saban        | Sugar Bowl 2004                         | Oklahoma         | G, 21–14  |
| 2004 | 1er janvier 2005 | Nick Saban        | Capital One Bowl 2005                   | Iowa             | P, 30–25  |
| 2005 | 30 décembre 2005 | Les Miles         | Peach Bowl 2005                         | Miami            | G, 40–03  |
| 2006 | 3 janvier 2007   | Les Miles         | Sugar Bowl 2007                         | Notre Dame       | G, 41–14  |
| 2007 | 7 janvier 2008   | Les Miles         | BCS National Championship Game 2008     | Ohio State       | G, 38–24  |
| 2008 | 31 décembre 2008 | Les Miles         | Chick-fil-A Bowl 2008                   | Georgia Tech     | G, 38–03  |
| 2009 | 1er janvier 2010 | Les Miles         | Capital One Bowl 2010                   | Penn State       | P, 19–17  |
| 2010 | 7 janvier 2011   | Les Miles         | Cotton Bowl Classic 2011                | Texas A&M        | G, 41–24  |
| 2011 | 9 janvier 2012   | Les Miles         | BCS National Championship Game 2012     | Alabama          | P, 21–0   |
| 2012 | 31 décembre 2012 | Les Miles         | Chick-fil-A Bowl 2012                   | Clemson          | P, 25–24  |
| 2013 | 1er janvier 2014 | Les Miles         | Outback Bowl 2014                       | Iowa             | G, 21–14  |
| 2014 | 30 décembre 2014 | Les Miles         | Music City Bowl 2014                    | Notre Dame       | P, 31–28  |
| 2015 | 29 décembre 2015 | Les Miles         | Texas Bowl 2015                         | Texas Tech       | G, 56–27  |
| 2016 | 31 décembre 2016 | Ed Orgeron        | Citrus Bowl 2016 (décembre)             | Louisville       | G, 29–09  |
| 2017 | 1er janvier 2018 | Ed Orgeron        | Citrus Bowl 2018                        | Notre Dame       | P, 20–17  |
| 2018 | 1er janvier 2019 | Ed Orgeron        | Fiesta Bowl 2019 (janvier)              | UCF              | G, 40–32  |
| 2019 | 28 décembre 2019 | Ed Orgeron        | Peach Bowl 2019                         | Oklahoma         | G, 63–28  |
| 2019 | 13 janvier 2020  | Ed Orgeron        | College Football Championship Game 2020 | Clemson          | G, 42–25  |
| 2021 | 4 janvier 2022   | Ed Orgeron        | Texas Bowl 2022                         | Kansas State     | P, 42–20  |
| 2022 | 2 janvier 2022   | Brian Kelly       | Citrus Bowl 2023                        | Purdue           | G, 63-7   |
| 2023 | 1er janvier 2024 | Brian Kelly       | ReliaQuest Bowl                         | Wisconsin        | G, 35–31  |
| Bilan : 30 victoires, 24 défaites, 1 nul |                  |                   |                                         |                  |           |
| ‡ = la NCAA et LSU ne comptabilisent pas la victoire contre l'université de La Havane parmi leurs statistiques. † = La NCAA a annulé les victoires aux bowls des saisons 2013 et 2015. |                  |                   |                                         |                  |           |

## Entraîneurs
| N°      | Nom                | Saisons | Saison régulière | Saison régulière | Saison régulière | Saison régulière | Matchs de conférence | Matchs de conférence | Matchs de conférence | Matchs de conférence | Bowls | Bowls | Bowls | Titres | Titres | Titres   | Trophées |
| ------- | ------------------ | --- | --- | --- | --- | --- | --- | --- | --- | --- | --- | --- | --- | --- | --- | -------- | --- |
| N°      | Nom                | Saisons | V | D | N | % | V | D | N | % | V | D | N~ | Div. | Conf. | National | Trophées |
| 1       | Charles E. Coates  | 1893 | 0 | 1 | 0 | 0,0 | — | — | — | — | — | — | — | — | 0 | 0        | — |
| 2       | Albert Simmonds    | 1894–1895 | 5 | 1 | 0 | 83,3 | — | — | — | — | — | — | — | — | 0 | 0        | — |
| 3       | Allen Jeardeau     | 1896–1897 | 7 | 1 | 0 | 87,5 | 3 | 0 | 0 | 100,0 | — | — | — | — | 1 | 0        | — |
| 4       | Edmond Chavanne    | 1898, 1900 | 3 | 2 | 0 | 60,0 | 1 | 1 | 0 | 50,0 | — | — | — | — | 0 | 0        | — |
| 5       | John P. Gregg      | 1899 | 2 | 4 | 0 | 33,3 | 1 | 2 | 0 | 33,3 | — | — | — | — | 0 | 0        | — |
| 6       | W. S. Borland      | 1901–1903 | 15 | 7 | 0 | 68,2 | 6 | 6 | 0 | 50,0 | — | — | — | — | 0 | 0        | — |
| 7       | Dan A. Killian     | 1904–1906 | 8 | 6 | 2 | 56,3 | 3 | 3 | 1 | 50,0 | — | — | — | — | 0 | 0        | — |
| 8       | Edgar Wingard      | 1907–1908 | 17 | 3 | 0 | 85,0 | 4 | 1 | 0 | 80,0 | — | — | — | — | 1 | 0        | — |
| 9       | Joe Pritchard      | 1909 | 4 | 4 | 0 | 80,0 | 2 | 1 | 0 | 66,7 | — | — | — | — | 0 | 0        | — |
| 10      | John W. Mayhew     | 1909–1910 | 3 | 6 | 0 | 33,3 | 1 | 3 | 0 | 25,0 | — | — | — | — | 0 | 0        | — |
| 11      | Pat Dwyer          | 1911–1913 | 16 | 7 | 2 | 68,0 | 3 | 5 | 1 | 38,9 | — | — | — | — | 0 | 0        | — |
| 12      | E. T. MacDonnell   | 1914–1916 | 14 | 7 | 1 | 65,9 | 3 | 3 | 1 | 50,0 | — | — | — | — | 0 | 0        | — |
| 13      | Irving Pray        | 1916, 1919, 1922 | 11 | 9 | 0 | 55,0 | 4 | 4 | 0 | 50,0 | 0 | 0 | 0 | — | 0 | 0        | — |
| 14      | Dana X. Bible†     | 1916 | 1 | 0 | 2 | 66,7 | 1 | 0 | 1 | 75,0 | 0 | 0 | 0 | — | 0 | 0        | — |
| 15      | Wayne Sutton       | 1917 | 3 | 5 | 0 | 37,5 | 1 | 3 | 0 | 25,0 | 0 | 0 | 0 | — | 0 | 0        | — |
| 16      | Branch Bocock      | 1920–1921 | 11 | 4 | 2 | 70,6 | 2 | 4 | 1 | 35,7 | 0 | 0 | 0 | — | 0 | 0        | — |
| 17      | Mike Donahue†      | 1923–1927 | 23 | 19 | 3 | 54,4 | 5 | 14 | 2 | 28,6 | 0 | 0 | 0 | — | 0 | 0        | — |
| 18      | Russ Cohen         | 1928–1931 | 23 | 13 | 1 | 63,5 | 11 | 9 | 1 | 54,8 | 0 | 0 | 0 | — | 0 | 0        | — |
| 19      | Biff Jones†        | 1932–1934 | 20 | 5 | 6 | 74,1 | 11 | 2 | 2 | 80,0 | 0 | 0 | 0 | — | 1 | 0        | — |
| 20      | Bernie Moore†      | 1935–1947 | 83 | 39 | 6 | 67,2 | 43 | 28 | 4 | 60,0 | 1 | 3 | 1 | — | 2 | 0        | — |
| 21      | Gaynell Tinsley    | 1948–1954 | 35 | 34 | 6 | 50,7 | 17 | 25 | 6 | 41,7 | 0 | 1 | 0 | — | 0 | 0        | SEC Coach of the Year (1949) AP SEC Coach of the Year (1949) |
| 22      | Paul Dietzel       | 1955–1961 | 46 | 24 | 3 | 65,1 | 26 | 16 | 2 | 61,4 | 2 | 1 | 0 | — | 2 | 1 (1958) | AFCA Coach of the Year (1958) SEC Coach of the Year (1958) AP SEC Coach of the Year (1958) |
| 23      | Charles McClendon† | 1962–1979 | 137 | 59 | 7 | 69,2 | 62 | 41 | 3 | 59,9 | 7 | 6 | 0 | — | 1 | 0        | AFCA Coach of the Year (1970) SEC Coach of the Year (1969, 1970) AP SEC Coach of the Year (1969) UPI SEC Coach of the Year (1969, 1970)                                                                              |
| 24      | Bo Rein ‡          | 1980 | — | — | — | — | — | — | — | — | — | — | — | — | — | —        | — |
| 25      | Jerry Stovall      | 1980–1983 | 22 | 21 | 2 | 51,1 | 9 | 13 | 2 | 41,7 | 0 | 1 | 0 | — | 0 | 0        | Walter Camp Coach of the Year Award (1982) |
| 26      | Bill Arnsparger    | 1984–1986 | 26 | 8 | 2 | 75,0 | 13 | 3 | 2 | 77,8 | 0 | 3 | 0 | — | 1 | 0        | SEC Coach of the Year (1984, 1986) AP SEC Coach of the Year (1986) |
| 27      | Mike Archer        | 1987–1990 | 27 | 18 | 1 | 59,8 | 15 | 12 | 0 | 55,6 | 1 | 1 | 0 | — | 1 | 0        | — |
| 28      | Curley Hallman     | 1991–1994 | 16 | 28 | 0 | 36,4 | 10 | 21 | 0 | 32,3 | 0 | 0 | 0 | 0 | 0 | 0        | — |
| 29      | Gerry DiNardo      | 1995–1999 | 32 | 24 | 1 | 57,0 | 17 | 20 | 1 | 46,1 | 3 | 0 | 0 | 2 | 0 | 0        | — |
| Int.    | Hal Hunter ≈       | 1999 | 1 | 0 | — | 100,0 | 1 | 0 | — | 100,0 | 0 | 0 | — | 0 | 0 | 0        | — |
| 30      | Nick Saban         | 2000–2004 | 48 | 16 | — | 75,0 | 28 | 12 | — | 70,0 | 3 | 2 | — | 3 | 2 | 1 (2003) | AP Coach of the Year (2003) Eddie Robinson Coach of the Year (2003) Paul "Bear" Bryant Award (2003) AP SEC Coach of the Year (2003)                                                                                  |
| 31      | Les Miles          | 2005–2016 | 114 | 34 | — | 77,0 | 62 | 28 | — | 68,9 | 7 | 4 | — | 3 | 2 | 1 (2007) | AP Coach of the Year (2011) SEC Coach of the Year (2011) Home Depot Coach of the Year Award (2011) |
| 32      | Ed Orgeron         | 2016–2021 | 51 | 20 | 0 | 073,8 | 29 | 14 | 0 | 067,4 | 4 | 1 | 0 | 1 | 1 | 1 (2019) | Associated Press Coach of the Year (2019) Home Depot Coach of the Year (2019) Eddie Robinson Coach of the Year Award (2019) George Munger Award (2019) Paul “Bear” Bryant Award (2019) SEC Coach of the Year (2019)} |
| Int.    | Brad Davis         | 2021 | 0 | 1 | 0 | 0,0 | 0 | 0 | 0 | - | 0 | 1 | 0 | 0 | 0 | 0        | |
| 33      | Brian Kelly        | 2022–.. | En cours | En cours | En cours | En cours | En cours | En cours | En cours | En cours | En cours | En cours | En cours | En cours | En cours | En cours | En cours |
| Notes : | Notes :            | † Intronisé au College Football Hall of Fame ‡ Bo Rein est engagé en novembre 1979 mais est tué dans un accident d'avion le 10 janvier 1980 sans avoir dirigé de match officiel à LSU. ~ La prolongation n'est introduite qu'à partir de la saison 1996 et auparavant un bowl pouvait donc se terminer sur un match nul. ≈Hal Hunter a été nommé intérimaire pour le dernier match de la saison 1999 après la résiliation du contrat d'entraîneur de Gerry DiNardo. | † Intronisé au College Football Hall of Fame ‡ Bo Rein est engagé en novembre 1979 mais est tué dans un accident d'avion le 10 janvier 1980 sans avoir dirigé de match officiel à LSU. ~ La prolongation n'est introduite qu'à partir de la saison 1996 et auparavant un bowl pouvait donc se terminer sur un match nul. ≈Hal Hunter a été nommé intérimaire pour le dernier match de la saison 1999 après la résiliation du contrat d'entraîneur de Gerry DiNardo. | † Intronisé au College Football Hall of Fame ‡ Bo Rein est engagé en novembre 1979 mais est tué dans un accident d'avion le 10 janvier 1980 sans avoir dirigé de match officiel à LSU. ~ La prolongation n'est introduite qu'à partir de la saison 1996 et auparavant un bowl pouvait donc se terminer sur un match nul. ≈Hal Hunter a été nommé intérimaire pour le dernier match de la saison 1999 après la résiliation du contrat d'entraîneur de Gerry DiNardo. | † Intronisé au College Football Hall of Fame ‡ Bo Rein est engagé en novembre 1979 mais est tué dans un accident d'avion le 10 janvier 1980 sans avoir dirigé de match officiel à LSU. ~ La prolongation n'est introduite qu'à partir de la saison 1996 et auparavant un bowl pouvait donc se terminer sur un match nul. ≈Hal Hunter a été nommé intérimaire pour le dernier match de la saison 1999 après la résiliation du contrat d'entraîneur de Gerry DiNardo. | † Intronisé au College Football Hall of Fame ‡ Bo Rein est engagé en novembre 1979 mais est tué dans un accident d'avion le 10 janvier 1980 sans avoir dirigé de match officiel à LSU. ~ La prolongation n'est introduite qu'à partir de la saison 1996 et auparavant un bowl pouvait donc se terminer sur un match nul. ≈Hal Hunter a été nommé intérimaire pour le dernier match de la saison 1999 après la résiliation du contrat d'entraîneur de Gerry DiNardo. | † Intronisé au College Football Hall of Fame ‡ Bo Rein est engagé en novembre 1979 mais est tué dans un accident d'avion le 10 janvier 1980 sans avoir dirigé de match officiel à LSU. ~ La prolongation n'est introduite qu'à partir de la saison 1996 et auparavant un bowl pouvait donc se terminer sur un match nul. ≈Hal Hunter a été nommé intérimaire pour le dernier match de la saison 1999 après la résiliation du contrat d'entraîneur de Gerry DiNardo. | † Intronisé au College Football Hall of Fame ‡ Bo Rein est engagé en novembre 1979 mais est tué dans un accident d'avion le 10 janvier 1980 sans avoir dirigé de match officiel à LSU. ~ La prolongation n'est introduite qu'à partir de la saison 1996 et auparavant un bowl pouvait donc se terminer sur un match nul. ≈Hal Hunter a été nommé intérimaire pour le dernier match de la saison 1999 après la résiliation du contrat d'entraîneur de Gerry DiNardo. | † Intronisé au College Football Hall of Fame ‡ Bo Rein est engagé en novembre 1979 mais est tué dans un accident d'avion le 10 janvier 1980 sans avoir dirigé de match officiel à LSU. ~ La prolongation n'est introduite qu'à partir de la saison 1996 et auparavant un bowl pouvait donc se terminer sur un match nul. ≈Hal Hunter a été nommé intérimaire pour le dernier match de la saison 1999 après la résiliation du contrat d'entraîneur de Gerry DiNardo. | † Intronisé au College Football Hall of Fame ‡ Bo Rein est engagé en novembre 1979 mais est tué dans un accident d'avion le 10 janvier 1980 sans avoir dirigé de match officiel à LSU. ~ La prolongation n'est introduite qu'à partir de la saison 1996 et auparavant un bowl pouvait donc se terminer sur un match nul. ≈Hal Hunter a été nommé intérimaire pour le dernier match de la saison 1999 après la résiliation du contrat d'entraîneur de Gerry DiNardo. | † Intronisé au College Football Hall of Fame ‡ Bo Rein est engagé en novembre 1979 mais est tué dans un accident d'avion le 10 janvier 1980 sans avoir dirigé de match officiel à LSU. ~ La prolongation n'est introduite qu'à partir de la saison 1996 et auparavant un bowl pouvait donc se terminer sur un match nul. ≈Hal Hunter a été nommé intérimaire pour le dernier match de la saison 1999 après la résiliation du contrat d'entraîneur de Gerry DiNardo. | † Intronisé au College Football Hall of Fame ‡ Bo Rein est engagé en novembre 1979 mais est tué dans un accident d'avion le 10 janvier 1980 sans avoir dirigé de match officiel à LSU. ~ La prolongation n'est introduite qu'à partir de la saison 1996 et auparavant un bowl pouvait donc se terminer sur un match nul. ≈Hal Hunter a été nommé intérimaire pour le dernier match de la saison 1999 après la résiliation du contrat d'entraîneur de Gerry DiNardo. | † Intronisé au College Football Hall of Fame ‡ Bo Rein est engagé en novembre 1979 mais est tué dans un accident d'avion le 10 janvier 1980 sans avoir dirigé de match officiel à LSU. ~ La prolongation n'est introduite qu'à partir de la saison 1996 et auparavant un bowl pouvait donc se terminer sur un match nul. ≈Hal Hunter a été nommé intérimaire pour le dernier match de la saison 1999 après la résiliation du contrat d'entraîneur de Gerry DiNardo. | † Intronisé au College Football Hall of Fame ‡ Bo Rein est engagé en novembre 1979 mais est tué dans un accident d'avion le 10 janvier 1980 sans avoir dirigé de match officiel à LSU. ~ La prolongation n'est introduite qu'à partir de la saison 1996 et auparavant un bowl pouvait donc se terminer sur un match nul. ≈Hal Hunter a été nommé intérimaire pour le dernier match de la saison 1999 après la résiliation du contrat d'entraîneur de Gerry DiNardo. | † Intronisé au College Football Hall of Fame ‡ Bo Rein est engagé en novembre 1979 mais est tué dans un accident d'avion le 10 janvier 1980 sans avoir dirigé de match officiel à LSU. ~ La prolongation n'est introduite qu'à partir de la saison 1996 et auparavant un bowl pouvait donc se terminer sur un match nul. ≈Hal Hunter a été nommé intérimaire pour le dernier match de la saison 1999 après la résiliation du contrat d'entraîneur de Gerry DiNardo. |          | |

## Rivalités
| Équipe                        | Nom de l'événement | Trophée | Bilan des Tigers de LSU | Bilan des Tigers de LSU | Bilan des Tigers de LSU | Bilan des Tigers de LSU | Bilan des Tigers de LSU | 1re rencontre | Dernière rencontre |
| ----------------------------- | --- | --- | --- | --- | --- | --- | --- | --- | --- |
| Équipe                        | Nom de l'événement | Trophée | Nb | V. | N. | D. | %. | 1re rencontre | Dernière rencontre |
| Crimson Tide de l'Alabama     | - | - | 089 | 27 | 5 | 57 | 30,3 | 1895 | 2024 |
| Razorbacks de l'Arkansas      | Battle for the Golden Boot | Golden Boot trophy | 070 | 43 | 2 | 23 | 61,4 | 1901 | 2024 |
| Tigers d'Auburn               | Tiger Bowl | - | 058* | 30 | 1 | 24 | 51,7 | 1901 | 2023 |
| Gators de la Floride          | - | - | 071* | 31 | 3 | 34 | 45,6 | 1937 | 2024 |
| Bulldogs de Mississippi State | - | - | 117* | 75 | 3 | 36 | 64,1 | 1896 | 2023 |
| Ole Miss                      | Magnolia Bowl | Magnolia Bowl Trophy | 113** | 62 | 4 | 42 | 55,9 | 1894 | 2024 |
| Aggies du Texas               | - | - | 063*** | 32 | 3 | 24 | 54,2 | 1899 | 2024 |
| Green Wave de Tulane          | Battle for the Rag | Tiger Rag | 109 | 69 | 7 | 23 | 63,3 | 1893 | 2009 |
| Note :                        | À la suite de violation des règlements de la NCAA, celle-ci a annulé : * trois victoires acquises par LSU contre Auburn, Florida et Mississippi State ; ** deux victoires acquises par LSU contre Ole Miss et une par Ole Miss contre LSU ; *** quatre victoires acquises par LSU contre Texas A&M. | À la suite de violation des règlements de la NCAA, celle-ci a annulé : * trois victoires acquises par LSU contre Auburn, Florida et Mississippi State ; ** deux victoires acquises par LSU contre Ole Miss et une par Ole Miss contre LSU ; *** quatre victoires acquises par LSU contre Texas A&M. | À la suite de violation des règlements de la NCAA, celle-ci a annulé : * trois victoires acquises par LSU contre Auburn, Florida et Mississippi State ; ** deux victoires acquises par LSU contre Ole Miss et une par Ole Miss contre LSU ; *** quatre victoires acquises par LSU contre Texas A&M. | À la suite de violation des règlements de la NCAA, celle-ci a annulé : * trois victoires acquises par LSU contre Auburn, Florida et Mississippi State ; ** deux victoires acquises par LSU contre Ole Miss et une par Ole Miss contre LSU ; *** quatre victoires acquises par LSU contre Texas A&M. | À la suite de violation des règlements de la NCAA, celle-ci a annulé : * trois victoires acquises par LSU contre Auburn, Florida et Mississippi State ; ** deux victoires acquises par LSU contre Ole Miss et une par Ole Miss contre LSU ; *** quatre victoires acquises par LSU contre Texas A&M. | À la suite de violation des règlements de la NCAA, celle-ci a annulé : * trois victoires acquises par LSU contre Auburn, Florida et Mississippi State ; ** deux victoires acquises par LSU contre Ole Miss et une par Ole Miss contre LSU ; *** quatre victoires acquises par LSU contre Texas A&M. | À la suite de violation des règlements de la NCAA, celle-ci a annulé : * trois victoires acquises par LSU contre Auburn, Florida et Mississippi State ; ** deux victoires acquises par LSU contre Ole Miss et une par Ole Miss contre LSU ; *** quatre victoires acquises par LSU contre Texas A&M. | À la suite de violation des règlements de la NCAA, celle-ci a annulé : * trois victoires acquises par LSU contre Auburn, Florida et Mississippi State ; ** deux victoires acquises par LSU contre Ole Miss et une par Ole Miss contre LSU ; *** quatre victoires acquises par LSU contre Texas A&M. | À la suite de violation des règlements de la NCAA, celle-ci a annulé : * trois victoires acquises par LSU contre Auburn, Florida et Mississippi State ; ** deux victoires acquises par LSU contre Ole Miss et une par Ole Miss contre LSU ; *** quatre victoires acquises par LSU contre Texas A&M. |

### Alabama
LSU et le Crimson Tide de l'Alabama se rencontrent annuellement depuis 1964. Leur première rencontre date de 1895. Alabama a remporté 52 victoires pour 25 à LSU et 5 nuls. La rivalité tiendrait sa source à la suite d'une série de 15 matchs consécutifs remportés par Alabama en déplacement dans le Tiger Stadium. Cette rivalité dégagerait une des ambiances les plus hostiles du football universitaire. Elle s'accroît encore plus après l'engagement par Alabama de l'ancien entraîneur principal des Tigers, Nick Saban en 2007. Alabama a aligné huit victoires consécutives entre 2012 et 2018.

### Arkansas
La rivalité débute en 1991 lorsque les Razorbacks de l'Arkansas intègrent la SEC venant de la Southwest Conference. Au cours de leur première saison dans la SEC, Arkansas va battre LSU pour la première fois depuis 1929. Le gagnant du match de rivalité remporte le trophée dénommé Golden Boot, pièce en forme de botte représentant les états d'Arkansas et de Louisiane. Ce trophée a été créé par la SEC pour tenter de développer l'intérêt des fans et des joueurs envers cette nouvelle rivalité. Le match joué le lendemain de Thanksgiving jusqu'à la saison 2010, était habituellement le dernier match de saison régulière pour les deux équipes. Il était retransmis par CBS. En 2002, le match prend de l'importance car il va déterminer le vainqueur de la Western Division. Arkansas remporte le match à la dernière seconde à la suite d'un TD inscrit par le wide receiver Matt Jones (en).
En 2006, Arkansas, champion de la Division Ouest de la SEC avec un bilan provisoire de 10 matchs sans défaite, est battu à domicile au War Memorial Stadium (Arkansas) de Little Rock par LSU. En 2007, Arkansas bat LSU après trois prolongations, soit sa première victoire à LSU depuis 1993. Ils gagnent à nouveau en déplacement à LSU l'année suivante grâce à un TD inscrit à la dernière minute. LSU classée alors no 15 reprend le trophée en 2009 à la suite d'un Field Goal raté en prolongation par le kicker d'Arkansas Alex Tejada, permettant à LSU de jouer le Capital One Bowl. En 2011, no 1 LSU bat aisément no 3 Arkansas sur le score de 41 à 17 ce qui permet à LSU de jouer le match pour le titre de champion de la SEC.
Sur les huit dernières rencontres (2014-2023), Arkansas n'a remporté qu'une victoire (en 2021).

### Auburn
Même si Auburn possède une rivalité plus intense avec Alabama et Georgia, celle avec LSU se situe juste en dessous. Elle atteint son apogée dans les années 2000. Les deux équipes possèdent le même surnom (Tigers), font partie de la même division de la conférence SEC et certaines de leurs rencontres ont été mémorables. Ils se sont partagé 8 des 11 derniers titres de leur division. L'équipe jouant à domicile a remporté ses matchs de 2000 à 2007.
La NCAA a annulé trois victoires de LSU à la suite du non respect de ses règlements soit en 2012, 2013 et 2015.

### Floride

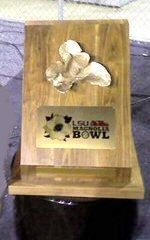
Le trophée Magnolia Bowl.

Même si les deux équipes sont membres fondateurs de la Conférence SEC en décembre 1932, elles ne se rencontreront pas en match avant 1937. Elles sont devenues des rivaux inter-division permanents de la SEC et se rencontrent chaque année depuis 1971.
Florida a remporté 32 matchs contre 29 à LSU et 3 nuls (fin de saison 2017). Florida détient la plus longue série avec 9 victoires consécutives de 1988 à 1996, celle de LSU n'étant que de quatre victoires (de 1977 à 1980). Le gagnant du match Florida-LSU gagnera le BCS National Championship Game de 2006 à 2008. Quelques rencontres de rivalité sont restées dans les mémoires et ont reçu diverses dénominations :
- - en 1960 : Wristband Robbery ;
  - en 1964: Hurricane Delay ;
  - en 1972 : Flooded Swamp ;
  - en 1989 : College Football's First Overtime Game ;
  - en 1997 : LSU's Revenge ;
  - en 2006 : Tebow Domination ;
  - en 2007: 5 for 5 on fourth down ;
  - en 2016: Hurricane Delay Pt 2.

À de rares exceptions, les deux équipes faisant souvent partie des meilleurs de la nation, les derniers matchs se sont révélés très serrés. Ces deux équipes ont en effet remporté 5 titres de champion national et 11 titres de champion de la conférence SEC au cours des deux dernières décennies.
La NCAA a annulé trois victoires de LSU à la suite du non respect de ses règlements soit en 2013, 2014 et 2015.

### Mississippi State
Les deux équipes sont des membres fondateurs de la Conférence SEC et membres de la Western Division. Cette rivalité est la plus ancienne, les équipes s'étant rencontrées (fin de saison 2017) à 111 reprises. Pour Mississippi State, c'est la seconde plus ancienne rivalité (après celle avec Ole Miss).
Les Tigers ont remporté 73 matchs de rivalité, en partagé 3 et en a perdu 35.
La victoire de Mississippi State 34 à 29 à LSU le 20 septembre 2014, était la première depuis 1999, la première à Baton rouge depuis 1991 et seulement leur quatrième depuis 1985.
La NCAA a annulé trois victoires de LSU à la suite du non respect de ses règlements soit en 2012, 2013 et 2015.

### Ole Miss
Le rival traditionnel de LSU est l'équipe des Rebels d'Ole Miss. Pendant les années 1950 et 1960, les matchs entre les deux universités mettaient en présence des équipes de très haut niveau, celles-ci étant souvent impliquées dans la course aux titres de champion de conférence ou parfois celui de champion national. Le trophée Magnolia Bowl est décerné au vainqueur du match dénommé le Magnolia Bowl (en). Récemment, le match a été organisé à deux reprises lors de la dernière rencontre de saison régulière. Il y a toujours une forte rivalité entre eux.
De 1961 à 1988, LSU ne rencontre plus Ole Miss sur son campus d'Oxford mais au Mississippi Veterans Memorial Stadium de Jackson. Le match en déplacement pour LSU retourne à Oxford après 1988 jusqu'en 1994. Il se déroule depuis au Vaught-Hemingway Stadium, nouveau stade d'Ole Miss. Il est à signaler qu'en 1991 et en 1992 le match avait en lieu à Jackson.
À la suite du non respect de ses règlements, la NCAA a annulé deux victoires de LSU face à Ole Miss (soit en 2012 et 2014) et une victoire d'Ole Miss contre LSU (en 2014).

### Texas A&M
La rivalité avec Texas A&M est une des neuf plus ancienne du football universitaire. Après la saison 2017, LSU avait remporté 33 matchs contre 20 pour Texas A&M et 3 nuls. Ces équipes se sont rencontrées lors de deux bowls, LSU remportant le 1er janvier 1944 l'Orange Bowl, 19 à 14, et le 7 janvier 2011 le Cotton Bowl Classic, 41 à 24.
De 1945 à 1973, LSU a remporté 17 matchs contre 3 pour Texas A&M et 1 nul.
Les victoires de 2012, 2013, 2014 et 2015 de LSU contre Texas A&M ont été annulées par le NCAA à la suite du non respect de ses règlements.

### Tulane
La plus ancienne rivalité de LSU est celle avec l'équipe des Green Wave de Tulane. La première rencontre a eu lieu en 1893. Le match est dénommé la Battle for the Rag. Pendant les cinquante premières années du programme de LSU, aucune autre équipe de football universitaire n'a été plus détestée par les fans de LSU. Les matchs sont joués sans interruption de 1919 à 1994. Les deux équipes sont géographiquement proches puisqu'elles ne sont séparées que de 80 kilomètres. Cette rivalité a attiré des tensions sociopolitiques entre la capitale de l'état, siège du gouvernement (Baton rouge) et la ville la plus grande et la plus importante sur le plan culturel du même état (La Nouvelle-Orléans). Les deux équipes avaient toujours été membre des mêmes conférences (la Southern Intercollegiate Athletic Association (SIAA), la Southern Conference et la Southeastern Conference) ce qui explique le nombre élevé de rencontres. Ce nombre diminue dès que les équipes sportives de Tulane quittent la SEC en 1998 pour rejoindre la Conference USA. De ce fait, la rivalité entre les deux équipes a fortement perdu de son intensité.
Jusqu'en 1949, les matchs étaient très serrés, LSU ayant remporté 23 matchs pour 18 à Tulane et 5 nuls. Depuis LSU avait pris l'ascendant remportant 45 matchs contre 4 seulement pour Tulane et 2 nuls. Les deux équipes se rencontrent annuellement à partir de 2006 jusqu'en 2009. Elles ne se sont plus rencontrées depuis.

## Numéros retirés
| N° | Nom                 | Poste | Saisons   | Année retrait | Réf.   |
| -- | ------------------- | ----- | --------- | ------------- | ------ |
| 20 | Billy Cannon        | RB    | 1957–1959 | 1960          | [ 22 ] |
| 37 | Tommy Casanova (en) | DB    | 1969–1971 | 2009          | [ 23 ] |
| 21 | Jerry Stovall (en)  | RB    | 1960–1962 | 2018          | [ 24 ] |

## Récompenses individuelles

### Joueurs

#### Trophée Heisman

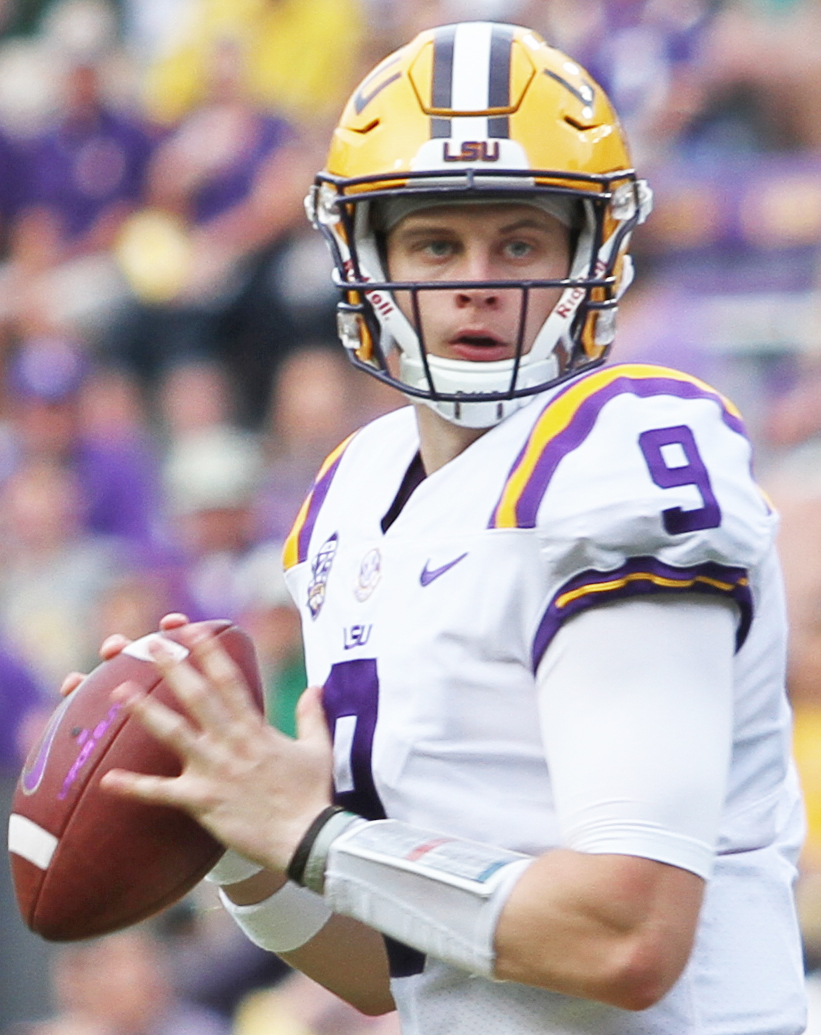
Le QB Joe Burrow, vainqueur du Trophée Heisman Trophy en 2019.

Trois Tigers ont remporté le Trophée Heisman soit Billy Cannon (1959), Joe Burrow (2019) et Jayden Daniels (2023).
| Saison | Joueur             | Place | Nb. votes |
| ------ | ------------------ | ----- | --------- |
| 1939   | Ken Kavanaugh (en) | 7e    |           |
| 1958   | Billy Cannon       | 3e    | 0 975     |
| 1959   | Billy Cannon       | 1er   | 1 929     |
| 1962   | Jerry Stovall (en) | 2e    | 0 618     |
| 1972   | Bert Jones (en)    | 4e    | 0 351     |
| 1977   | Charles Alexander  | 9e    | 0 54      |
| 1978   | Charles Alexander  | 5e    | 0 282     |
| 2007   | Glenn Dorsey       | 9e    | 0 30      |
| 2011   | Tyrann Mathieu     | 5e    | 0 327     |
| 2015   | Leonard Fournette  | 6e    | 0 110     |
| 2019   | Joe Burrow         | 1er   | 2 608     |
| 2023   | Jayden Daniels     | 1er   | 2 028     |

#### Autres trophées
| - Meilleur joueur NCAA par l'Associated Press - Joe Burrow (2019) - Jayden Daniels (2023) - Bronko Nagurski Trophy - Glenn Dorsey (2007) - Chic Harley Award (en) - Billy Cannon (1958, 1959) - Chuck Bednarik Award - Patrick Peterson (2010) - Tyrann Mathieu (2011) - Dave Rimington Trophy - Ben Wilkerson (en) (2004) - Davey O'Brien Award - Joe Burrow (2019) - Jayden Daniels (2023) - Dick Butkus Award - Devin White (2018) - Fred Biletnikoff Award - Josh Reed (en) (2001) - Ja'Marr Chase (2019) | - Jack Tatum Trophy (en) - Patrick Peterson (2010) - Grant Delpit (en) (2018) - Jim Thorpe Award - Patrick Peterson (2010) - Morris Claiborne (2011) - Grant Delpit (2019) - Johnny Unitas Golden Arm Award - Joe Burrow (2019) - Jayden Daniels (2023) - Trophée Knute Rockne Memorial (en) - Ken Kavanaugh (en) (1939) - Lombardi Award - Glenn Dorsey (2007) - Trophée Lott - Glenn Dorsey (2007) - Manning Award - JaMarcus Russell (2006) - Joe Burrow (2019) - Maxwell Award - Joe Burrow (2019) | - Trophée Outland - Glenn Dorsey (2007) - Paul Hornung Award (en) - Odell Beckham Jr. (2013) - Meilleur joueur NCAA par le Sporting News - Billy Cannon (1958, 1959) - Bert Jones (en) (1972) - Meilleur joueur NCAA par UPI (en) - Billy Cannon (1958, 1959) - Walter Camp Award - Joe Burrow (2019) - Jayden Daniels (2023) - Walter Camp Football Foundation (en) - équipe du centenaire - Tommy Casanova (en) (1969–1971) - Trophée Walter Camp Memorial (en) - Billy Cannon (1959) - Jerry Stovall (en) (1962) - Trophée William V. Campbell - Rudy Niswanger (en) (2005) - Wuerffel Trophy - Rudy Niswanger (2005) |

### Entraîneurs
| - Entraîneur de la saison par l'AFCA (en) - Paul Dietzel (en) (1958) - Charles McClendon (en) (1970) - Les Miles (en) (2011) - Ed Orgeron (en) (2019) - Entraîneur de la saison par l'AP (en) - Nick Saban (2003) - Les Miles (2011) - Ed Orgeron (2019) - Eddie Robinson Coach of the Year - Paul Dietzel (1958) - Nick Saban (2003) - Ed Orgeron (2019) | - George Munger Award (en) - Ed Orgeron (2019) - The Home Depot Coach of the Year Award - Les Miles (2011) - Ed Orgeron (2019) - Liberty Mutual Coach of the Year Award (en) - Les Miles (2011) - Paul "Bear" Bryant Award - Nick Saban (2013) - Ed Orgeron (2019) | - Walter Camp Coach of the Year - Jerry Stovall (en) (1982) - Les Miles (2011) - Ed Orgeron (2019) - Broyles Award (assistant) - John Chavis (2011) - Joe Brady (2019) |

## Tigers au College Football Hall of Fame

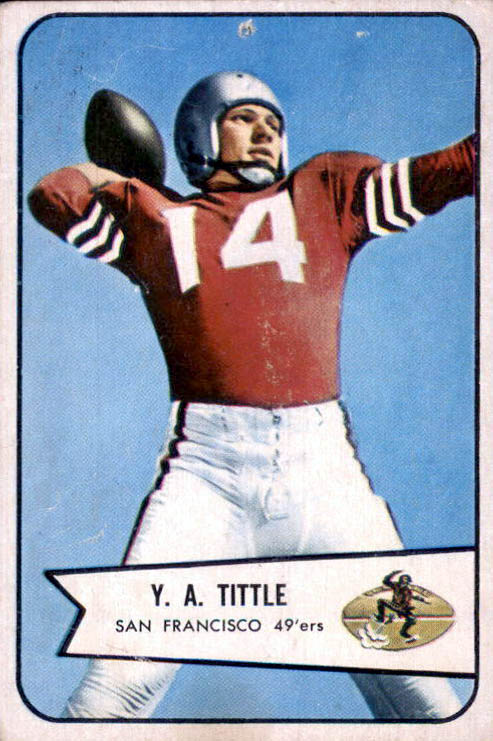
Y. A. Tittle, joueur des 49ers.

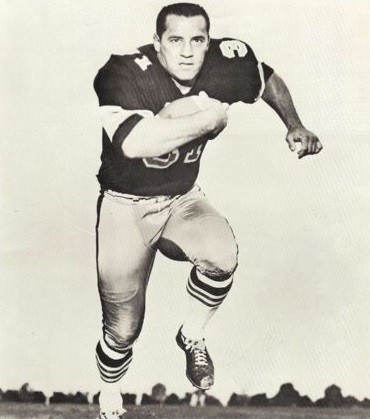
Jim Taylor des Saints.

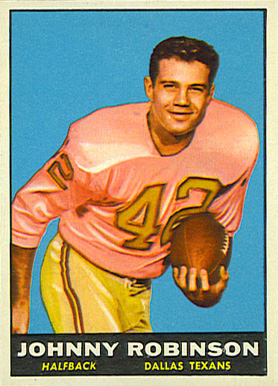
Johnny Robinson des Texas de Dallas.

| Joueur            | Poste   | Saisons   | Intronisation |
| ----------------- | ------- | --------- | ------------- |
| Gaynell Tinsley   | End     | 1934–1936 | 1956          |
| Ken Kavanaugh     | End     | 1937–1939 | 1963          |
| Abe Mickal        | RB      | 1933–1935 | 1967          |
| Doc Fenton        | QB, End | 1904–1909 | 1971          |
| Tommy Casanova    | CB      | 1969–1971 | 1995          |
| Billy Cannon      | HB      | 1957–1959 | 2008          |
| Jerry Stovall     | HB      | 1960–1962 | 2010          |
| Charles Alexander | HB      | 1975–1978 | 2012          |
| Bert Jones        | QB      | 1969–1972 | 2016          |
| Glenn Dorsey      | DT      | 2004–2007 | 2021          |
| Kevin Faulk       | RB      | 1995-1998 | 2022          |

| Nom               | Saison    | Intronisation |
| ----------------- | --------- | ------------- |
| Dana X. Bible     | 1916      | 1951          |
| Mike Donahue      | 1923–1927 | 1951          |
| Biff Jones        | 1932–1934 | 1954          |
| Bernie Moore      | 1935–1947 | 1954          |
| Charles McClendon | 1962–1979 | 1986          |

## Tigers au Pro Football Hall of Fame
| Joueur          | Place | Saison à LSU | Intronisation |
| --------------- | ----- | ------------ | ------------- |
| Steve Van Buren | HB    | 1940–1943    | 1965          |
| Y. A. Tittle    | QB    | 1944–1947    | 1971          |
| Jim Taylor      | FB    | 1956–1957    | 1976          |
| Kevin Mawae     | C     | 1989–1993    | 2019          |
| Johnny Robinson | S     | 1957–1959    | 2019          |
| Alan Faneca     | G     | 1994–1997    | 2021          |

## Tigers au Canadian Football Hall of Fame
| Joueur    | Place | Saison    | Nb. votes |
| --------- | ----- | --------- | --------- |
| Ron Estay | DL    | 1969–1971 | 2003      |

## Infrastructures

### Tiger Stadium
Les Tigers de LSU jouent leurs matchs à domicile au Tiger Stadium  d'une capacité de 102 321 places. Le stade est le sixième plus grand stade sur campus de la NCAA et le neuvième plus grand stade au monde. Le record actuel de fréquentation de 102 321 spectateurs a été établi le 20 septembre 2014, lorsque LSU a accueilli les Bulldogs de Mississippi State. Le Tiger Stadium contient 70 sky boxes, appelées suites « Tiger Den » et un niveau club de 3 200 places nommé « The Stadium Club ». La tribune de presse Paul Manasseh est située sur le pont supérieur ouest. Le 27 avril 2012, le conseil de surveillance de l'université a voté à l'unanimité en faveur d'une extension du pont supérieur de la zone sud pour un montant de 80 millions de dollars, ce qui a ajouté environ 60 suites « Tiger Den », 3 000 sièges club et 1 500 sièges grand public pour porter la capacité totale de Tiger Stadium à 102 321 places, ce qui en fait le 6e plus grand stade de football universitaire du pays.
Le Tiger Stadium a ouvert ses portes pour la première fois à l'automne 1924 avec une capacité de 12 000 places à l'occasion du dernier match de la saison contre le Green Wave de Tulane.
En fin de saison 2021, LSU affichait un bilan de 439 victoires, 154 défaites et 18 nuls (73,3 %) au Tiger Stadium. Le Tiger Stadium est également connu pour ses matchs joués en nocturne, une idée introduite pour la première fois en 1931 contre Spring Hill (victoire 35 à 0 de LSU). En 2006, LSU a célébré le 75e anniversaire de son programme de football américain en jouant de nuit au Tiger Stadium. LSU a ensuite joué la majorité de ses matchs de nuit, les Tigres affichant de meilleurs résultats qu'en journée. De 1960 à 2022, le bilan de LSU en nocturne est de 237 victoires, 68 défaites et 4 nuls (77,3 %) , contre un bilan de 26 victoires, 27 défaites et 3 nuls (49,1 %) de jour sur cette période.

Façade du Tiger Stadium.
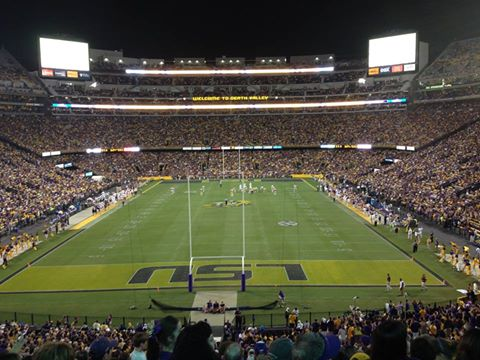
Vue intérieure du stade de nuit.
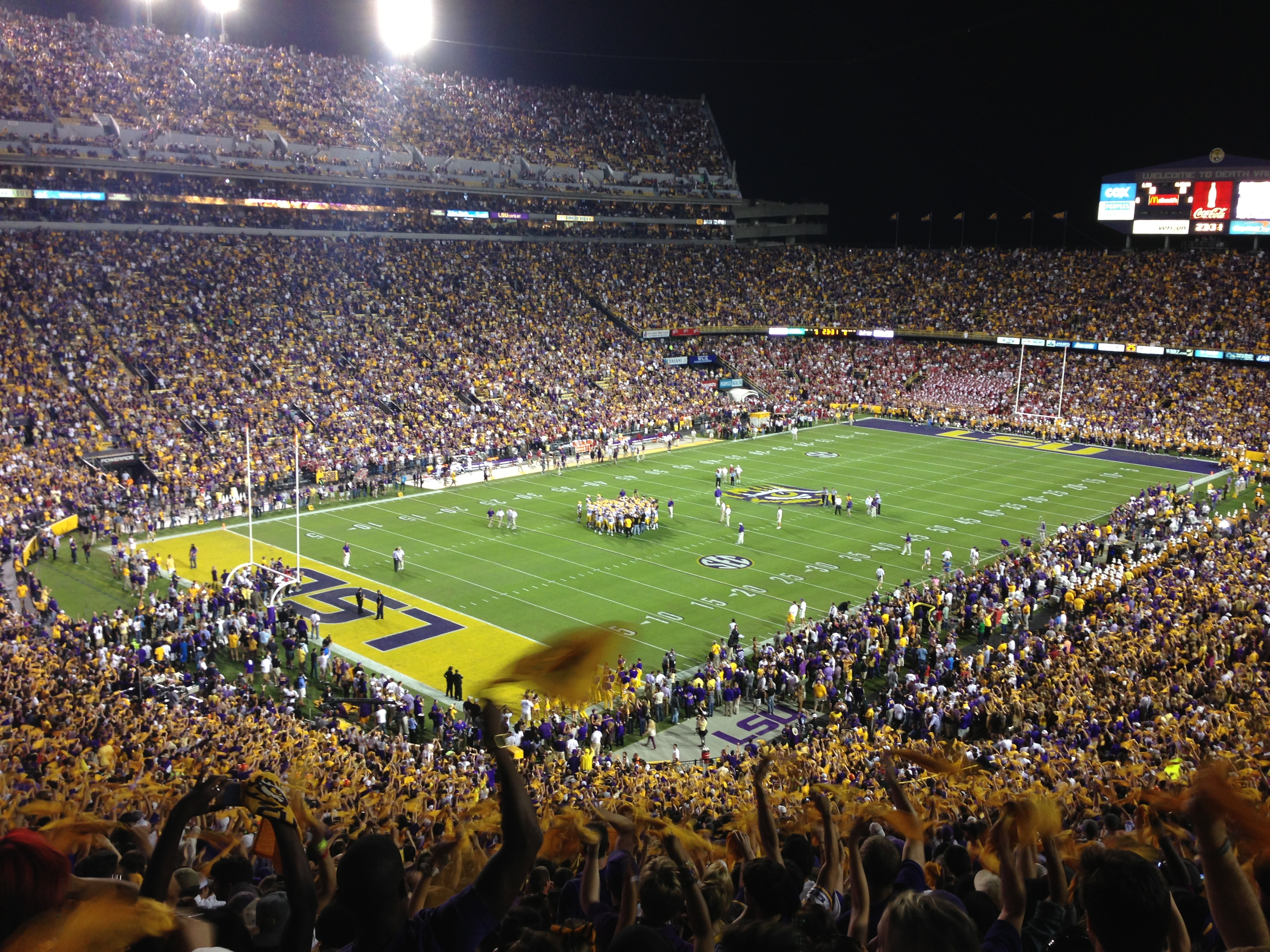
La section réservées aux étudiants.

### State Field
Le State Field (en) a été le stade de l'équipe des Tigers de 1893 à 1923. Le terrain était situé sur l'ancien campus du centre-ville de Baton Rouge.

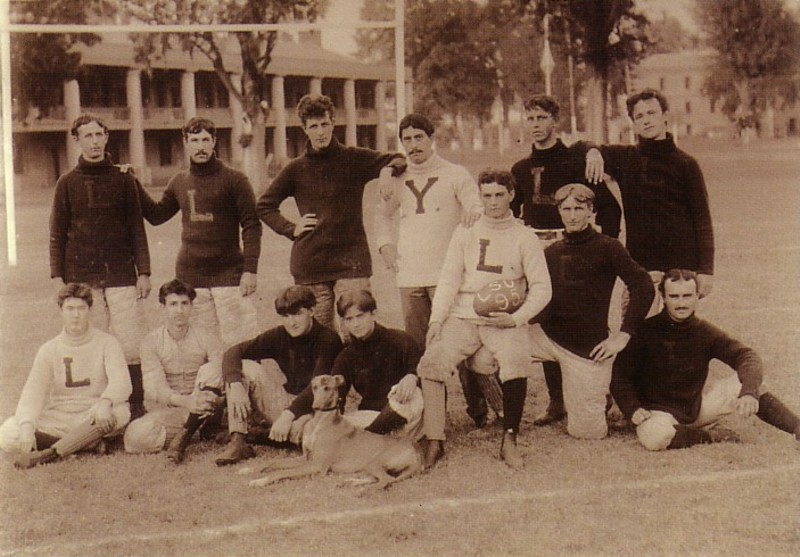
L'équipe de 1895.
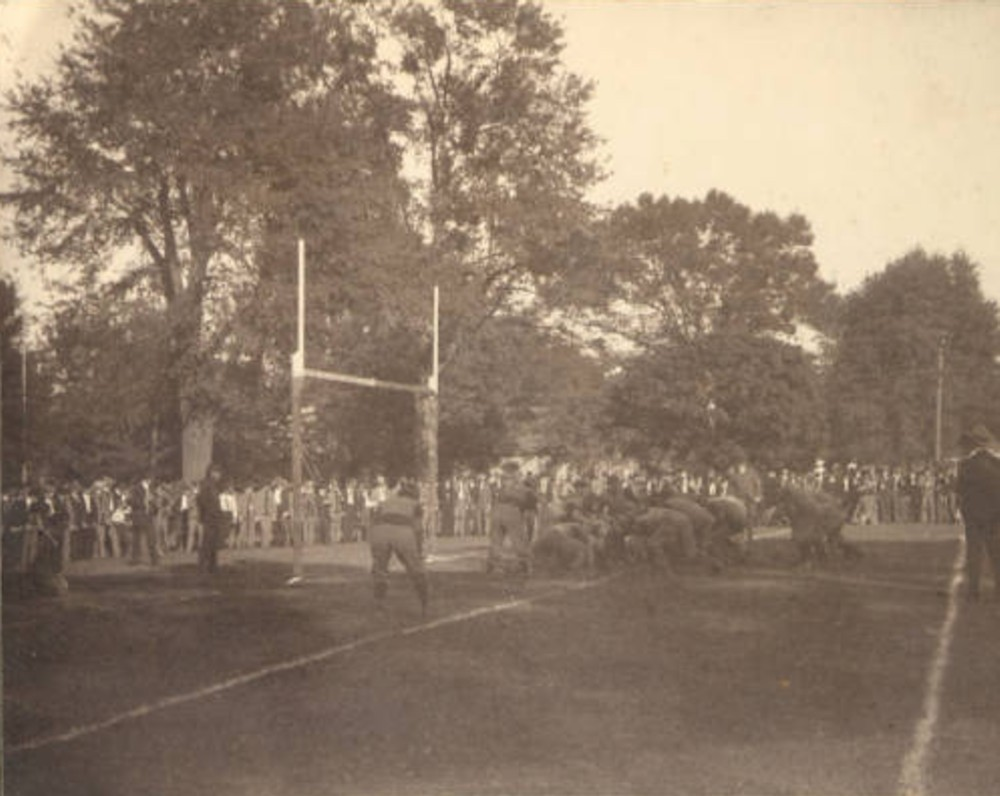
Match de 1902 contre Auburn au State Field.

### Complexe d'entraînement Charles McClendon
Le complexe d'entraînement Charles McClendon de l'équipe de football américain des Tigers de LSU, dénommé officiellement Charles McClendon Practice Facility (en), se compose d'un terrain d'entraînement intérieur, de quatre terrains extérieurs ainsi que d'un centre des opérations réservé au programme de football américain.
Il est baptisé en 2002 en référence à Charles McClendon (en) ancien entraîneur principal de LSU et membre du College Football Hall of Fame.
Le centre des opérations (LSU Football Operations Center) construit en 2006 est un bâtiment comprenant les vestiaires et salons des joueurs, une salle de musculation Peterson-Roberts, une salle d'entraînement, une salle d'équipement, un centre d'opérations vidéo et les bureaux des entraîneurs,,. L'atrium du centre des opérations abrite des expositions et des visuels d'équipe, des vitrines de trophées et des souvenirs du programme de football américain de LSU,.
Le centre d'entraînement en salle (LSU Indoor Practice Facility) construit en 1991, est une installation climatisée de 7 664 m2 reliée au centre des opérations de football. Il contient un terrain intérieur Anderson-Feazel de 100 mètres avec un revêtement Momentum Field Turf by SportExe. Le centre d'entraînement en salle est situé derrière le centre des opérations.
Les quatre terrains d'entraînement extérieurs sont directement adjacents au centre des opérations et aux installations d'entraînement en salle. Trois des terrains sont en gazon naturel, tandis que le quatrième, le Scott & Espe Moran Outdoor Turf Field, possède une surface de jeu Momentum Field Turf by SportExe.

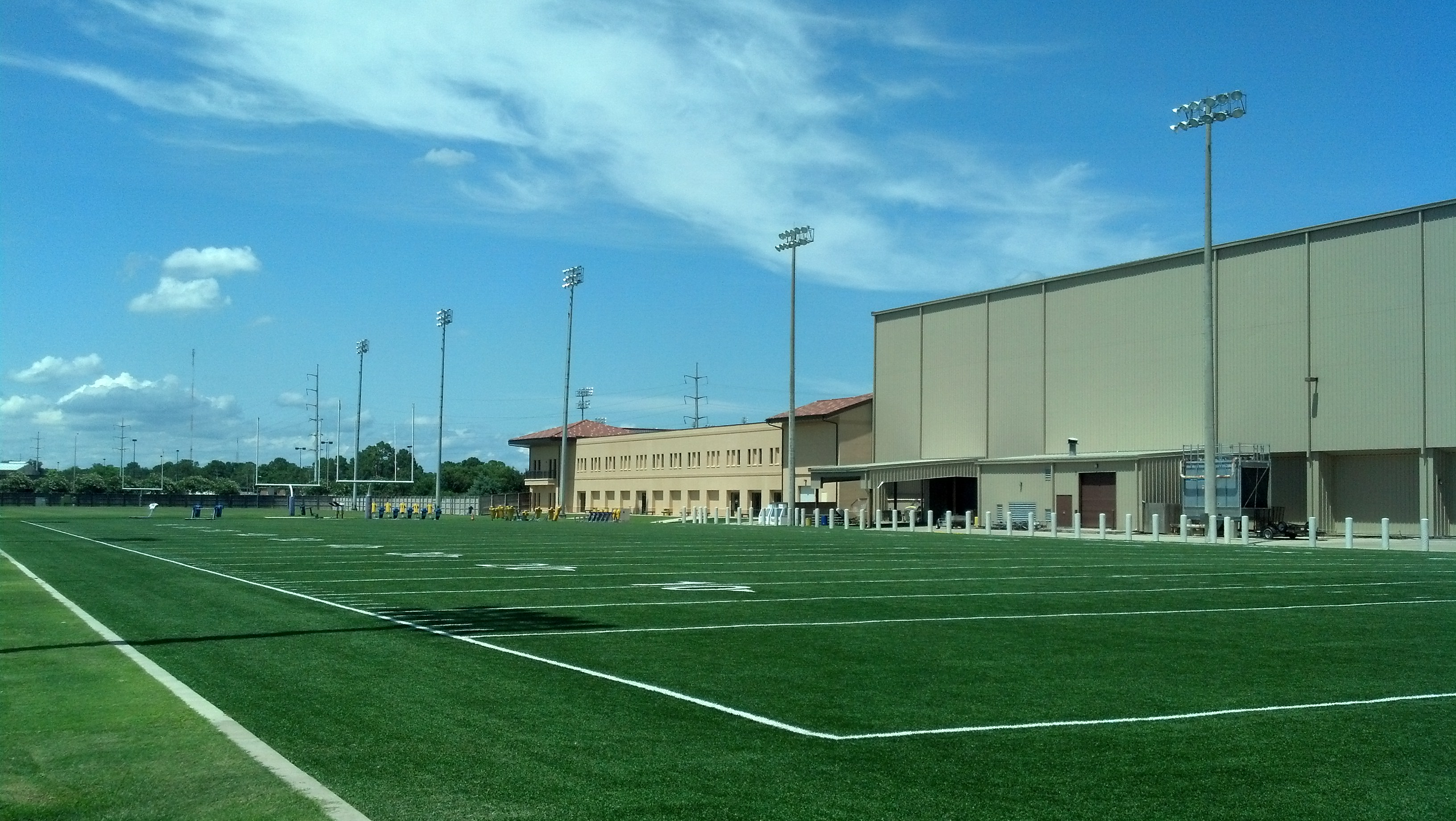
Le Charles McClendon Practice Facility et le bâtiment du LSU Indoor Practice Facility.
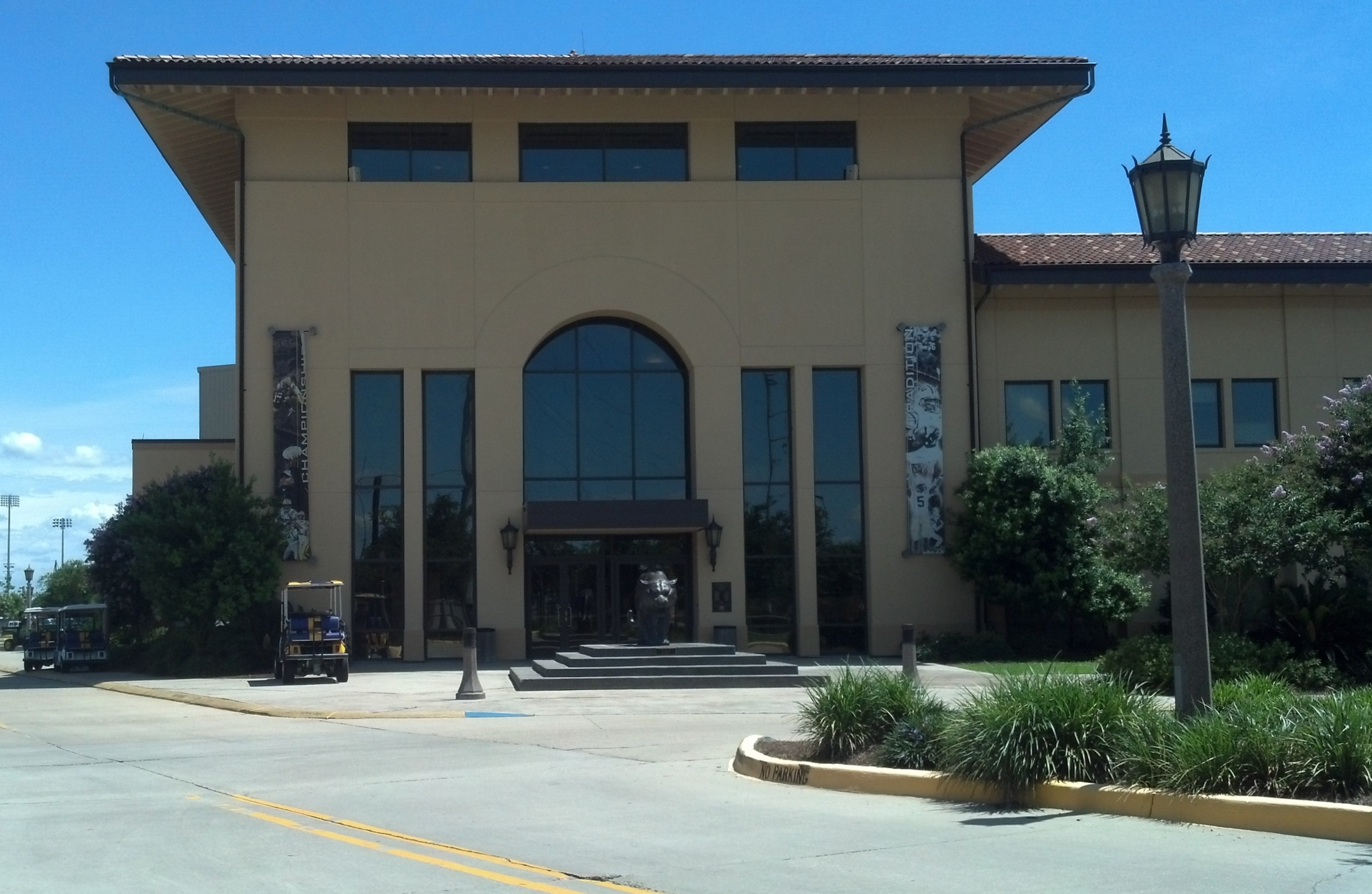
Le LSU Football Operations Center

## Chants

### Alma Mater de LSU
Where stately oaks and broad magnolias shade inspiring halls,

There stands our dear Old Alma Mater who to us recalls

Fond memories that waken in our hearts a tender glow,

And make us happy for the love that we have learned to know.

All praise to thee our Alma Mater, molder of mankind,

May greater glory, love unending be forever thine.

Our worth in life will be thy worth we pray to keep it true,

And may thy spirit live in us,

FOREVER L-S-U.
— LSU Alma Mater

### Fight for LSU
Like Knights of old, Let’s fight to hold

The glory of the Purple Gold.

Let’s carry through, Let’s die or do

To win the game for dear old LSU.

Keep trying for that high score;

Come on and fight,

We want some more, some more.

Come on you Tigers, Fight ! Fight ! Fight !

for dear old L-S-U.

RAH !.
— Fight for LSU

### Touchdown for LSU
Tigers ! Tigers ! They've come to town.

They fight ! They fight ! Call a first down.

Just look them over, and how they can go,

Smashing the line with runs and passes high and low.

Touchdown ! Touchdown ! It's Tigers' score,

Give them hell and a little bit more.

Come on you Tigers ! Fight them, you Tigers !

Touchdown for LSU.

Rah ! U. Rah !
— Touchdown for LSU

### Hey, Fightin’ Tigers
Hey, Fightin’ Tigers, Fight all the way

Play, Fightin’ Tigers, win the game today.

You’ve got the know how,

you’re doing fine,

Hang on to the ball as you hit the wall

And smash right through the line

You’ve got to go for a touchdown

Run up the score.

Make Mike the Tiger stand right up and roar.

ROAR !

Give it all of your might as you fight tonight

and keep the goal in view.

Victory for L-S-U !
— Hey, Fightin’ Tigers

### Tiger Rag
Long ago, way down in the jungle

Someone got an inspiration for a tune,

And that jingle brought from the jungle

Became famous mighty soon.

Thrills and chills it sends thru you !

Hot! so hot, it burns you too!

Tho’ it’s just the growl of the tiger

It was written in a syncopated way,

More and more they howl for the ‘Tiger’

Ev’ry where you go today

They’re shoutin’

Where’s that Tiger ! Where’s that Tiger !

Where’s that Tiger ! Where’s that Tiger !

Hold that Tiger ! Hold that Tiger !

Hold that Tiger !
— Tiger Rag